# Aaron Stanford
Aaron Stanford (Westford, 27 de dezembro de 1976) é um ator estadunidense. Mais conhecido por seus papéis como James Cole na série 12 Monkeys, Pyro na série de filmes X-men e como Birkhoff na série Nikita, da The CW.

## Vida Pessoal
Stanford nasceu em Westford, Massachusetts, filho de Judith, uma professora de inglês, e Don Stanford, que trabalha em publicação. Ele frequentou a Universidade Estadual de Nova Iorque em Purchase, Nova Iorque, mas logo foi transferido para Universidade de Artes Mason Gross. Ele se formou em 2000.

## Carreira
Seu primeiro grande papel foi no filme indie de baixo orçamento, Um Jovem Sedutor (2002), no qual ele interpreta Oscar Grubman, um menino de 15 anos que tem uma queda por sua madrasta, interpretada por Sigourney Weaver. Na época das filmagens, (2000), Stanford tinha 23 anos de idade. Por seu desempenho, ele ganhou uma indicação para Golden Satellite Award. Em 2001 e 2002 apareceu várias vezes na série de televisão Third Watch como o russo adolescente Sergei. Em 2004 ele apareceu na peça de Christopher Shinn, "Where Do We Live", no teatro Vineyard. O diretor Bryan Singer ficou impressionado com o desempenho de Stanford, em Um Jovem Sedutor e o incluiu no elenco de X2, como Pyro, em 2003. Stanford apareceu no remake de 2006 de Wes Craven, The Hill Have Eyes. No mesmo ano, ele estrelou na comédia baseada em Nova Hampshire, Duro de Matar, interpretando um criminoso durão chamado John Rudgate.
Em 2009 Aaron interpretou um gênio perturbado em um episódio de Law & Order, na 8.ª temporada. E em 2010 ele se juntou ao elenco de Nikita, como Birkhoff, um papel regular na série.

## Filmografia[1]
| Ano       | Título                       | Título no Brasil           | Papel                     | Notas               |
| --------- | ---------------------------- | -------------------------- | ------------------------- | ------------------- |
| 2002      | 25th Hour                    | A Última Noite             | Marcuse                   |                     |
| 2002      | Hollywood Ending             | Dirigindo no Escuro        | Actor                     |                     |
| 2002      | Tadpole                      | Um Jovem Sedutor           | Oscar Grubman             |                     |
| 2003      | Rick                         |                            | Duke                      |                     |
| 2003      | X2                           | X2                         | John Allerdyce/Pyro       |                     |
| 2004      | Spartan                      | Spartan                    | Michael Blake             |                     |
| 2004      | Winter Solstice              | A Guerra dos Winters       | Gabe Winters              |                     |
| 2005      | Runaway                      | Marcas de um Passado       | Michael Adler             |                     |
| 2005      | Standing Still               | A Última Noite de Solteiro | Rich                      |                     |
| 2006      | X-Men: The Last Stand        | X-Men - O Confronto Final  | John Allerdyce/Pyro       |                     |
| 2006      | Live Free or Die             | Duro de Matar 4.0          | John "Rugged" Rudgate     |                     |
| 2006      | The Hills Have Eyes          | Viagem Maldita             | Doug Bukowski             |                     |
| 2007      | Flakes                       | Flakes                     | Neal Downs                |                     |
| 2007      | The Cake Eaters              | Doces Encontros            | Dwight "Beagle" Kimbrough |                     |
| 2007      | Traveler                     | Traveler                   | Will Traveler             | Série de televisão. |
| 2008      | Holy Money                   | Holy Money                 | Anthony                   |                     |
| 2008      | Call of Duty: World at War   |                            | Private Polonsky          | Voz                 |
| 2008      | How I Got Lost               |                            | Andrew Peterson           |                     |
| 2009      | Law & Order: Criminal Intent | Law & Order                | Josh Snow                 | Série de televisão  |
| 2009      | Mad Men                      |                            | Horace Cook Jr.           | Série de televisão  |
| 2009      | Fear Itself                  |                            | Stephen                   | Série de televisão  |
| 2010-2013 | Nikita                       | Nikita                     | Birkhoff                  | Série de televisão  |
| 2015      | 12 Monkeys                   | 12 Macacos                 | Cole                      | Série de televisão  |
| 2018      | Fear The Walking Dead        | Fear The Walking Dead      | Jim Brauer                | Série de televisão  |